# فارنهام جونسون
فارنهام جونسون (بالإنجليزية: Farnham Johnson)‏ هو لاعب كرة قدم أمريكية أمريكي، ولد في 23 يونيو 1924، وتوفي في 12 ديسمبر 2001.